# Varga Mária (kosárlabdázó)
Varga Mária, Steinmetz Jánosné (Budapest, 1949. február 2. –) magyar kosárlabdázó, edző, testnevelő tanár. Férje Steinmetz János válogatott vízilabdázó. Fiai, Steinmetz Barnabás és Steinmetz Ádám olimpiai bajnok vízilabdázók.

## Élete
1949. február 2-án született Budapesten, Varga Jenő és Eigner Mária gyermekeként. 1967-ben érettségizett a Hámán Kató Leánygimnáziumban. A Testnevelési Főiskolán 1973-ban tanári, majd 1978-ban kosárlabda-szakedzői diplomát szerzett.
1964 és 1968 között az MTK, 1969 és 1973 között a TFSE, 1973 és 1977 között a Bp. Spartacus kosárlabdázója volt. Ötszörös magyar bajnok, négyszeres magyar kupa-győztes.

## Sikerei, díjai
- Ifjúsági Európa-bajnokság
  - 6.: 1967
- Magyar bajnokság
  - bajnok: 1966, 1968, 1971, 1975, 1976
  - 3.: 1967, 1970, 1972, 1974, 1977
- Magyar kupa (MNK)
  - győztes: 1967, 1968, 1971, 1975
  - döntős: 1970, 1973, 1974, 1976